# Desnica Radivojević
Desnica Radivojević (rođen 14. decembra 1952) je bivši političar iz Bosne i Hercegovine. Obavljao je funkciju ministra trgovinu i ministara za planiranje u Vladi Federacije Bosne i Hercegovine i bio je predsednik Skupštine opštine Srebrenica nakon čeka je pristupio SDA i imenovan za potpredsednika Federacije Bosne i Hercegovine.

## Biografija
Desnica je rođen u rođen 14. decembra 1952. godine u Srebrenici, gde je završio osnovno i srednjoškolsko obrazovanje. Godine 1979, diplomirao je na Mašinskom fakultetu na Univerzitetu u Mariboru i postao diplomirani inžinjer strojarstva. Obrazovanje je nastavio u Zagrebu, gde je 2005. godine završio CBA Akademiju. Zvanje magistra stekao je 2006. godine na Evropskom univerzitetu u Beogradu, a u maju 2011. godine odbranio je doktorsku disertaciju na istom fakultetu. Desnica je očenjen i ima troje dece.

## Karijera
Nakon završetka osnovnih studija, Desnica se na kratko zaposlio u Srednjoškolskom centru u Bratuncu na mestu profesora. Sledeće godine zapošljava se u Fabrici automobilskih akumulatora Srebrenica gde je radio kao samostalni stručni saradnik, tehnolog – konstruktor, zatim kao direktor službe održavanja i pomoćnik direktora za razvoj, sve do 1983. godine. Godine 2006. postaje član Upravnog odbora Elektorprivrede Republike Srpske, a 2000. godine precedavajući Opštinskog veća Opštine Srebrenica. 
Desnica je imenovan za potpredsednika Federacije Bosne i Hercegovine i tu funkciju je obavljao u periodu od 2002. do 2006. godine. Nakon ovoga, postaje poslanik u Predstavničkom domu Parlamenta Federacije BiH. U periodu od 2007. do 2010. godine, Desnica je bio ministar trgovine u Vladi Federacije a nakon toga ministra prostornog uređenja.

## Spoljašnje veze
- CIN. „Desnica Radivojević”.